# Johann Heinrich Lambert
Johann Heinrich Lambert (Mühlhausen, 1728. augusztus 26. – Berlin, 1777. szeptember 25.) svájci matematikus, filozófus, bölcsészeti és matematikai író.

## Élete, munkássága
Teljesen saját erejéből küzdötte fel magát. 1765-ben mint a tudományos akadémia tagja Berlinben telepedett le, ahol Nagy Frigyes többszörösen kitüntette. Lambert éleselméjű fizikus és matematikus, valamint eszmedús filozófus, és irodalmilag felettébb termékeny volt. Csillagászati érdemei között van a fotometriai elmélet megalapítása, az üstököspályák tanulmányozása és kozmológiai, Kantéval sok tekintetben rokon nézetei terjesztése. E hármas érdemet legjobban jellemzi három fő munkája: Photometria (Augsburg, 1760); Insigniores orbitae cometarum proprietates (uo. 1761) és Cosmologische Briefe (uo. 1761). Filozófiai művei közül említendők: Neues Organon, oder Gedanken über die Erforschung und Bezeichnung des Wahren (Lipcse, 1764, 2 kötet); Logische und phil. Abhandlungen (Dessau, 1782-1887). Lambert egyszersmind a geográfiai térképek hálózatának beható tanulmányozója volt és sok általa felfedezett fontos vetítési módot nevéhez fűzötten ma is alkalmaznak („Lambert-vetület”).
Hőtani vizsgálódásaival tisztázta, hogyan terjed a hő kétdimenziós objektumokban (vékony fémlapokban). Eredményeit a háromdimenziós testekre Joseph Fourier általánosította.